# Ульфсак, Лембит Юханович
Ле́мбит Ю́ханович У́льфсак (эст. Lembit Ulfsak; 4 июля 1947, Коэру, Эстонская ССР, СССР — 22 марта 2017, Таллин, Эстония) — советский и эстонский актёр театра и кино, кинорежиссёр. Заслуженный артист Эстонской ССР (1989). Лауреат Международной премии «Балтийская звезда» (2015) и Национальной премии Эстонии в области культуры (2017).

## Биография
Родился 4 июля 1947 года в посёлке Коэру. Начальное образование получил в семилетней школе в Ряпина. Его родители были сибирскими эстонцами, вернувшимися на родину предков в 1947 году (отец — профсоюзный деятель, мать — швея). В 1966 году окончил Таллинскую 7-ю среднюю школу, в 1970 году — актёрский факультет Таллинской государственной консерватории (руководитель курса — Вольдемар Пансо).
В 1969—1978 годах — актёр Эстонского молодёжного театра в Таллине, в 1978–1985 годах (с перерывами) — актёр Таллинского государственного академического драмтеатра имени Виктора Кингисеппа, в 1985–1994 годах — актёр и режиссёр на киностудии «Таллинфильм», в 1994–2017 годах — актёр Эстонского драматического театра.
В кино первую роль сыграл в 1969 году, первую главную роль — в 1971 году. В 1976 году исполнил роль Тиля Уленшпигеля в фильме Александра Алова и Владимира Наумова «Легенда о Тиле». В 1978 году пробовался на роль Арамиса в фильме Георгия Юнгвальд-Хилькевича «Д’Артаньян и три мушкетёра», но её не получил.
За Ульфсаком закрепилось амплуа романтика и чудака после исполнения роли Мистера Эй в фильме «Мэри Поппинс, до свидания» режиссёра Леонида Квинихидзе. В 1984 году актёр сыграл Ханса Кристиана Андерсена в фильме Кшиштофа Градовского «Академия пана Кляксы», в 1985 году — Жака Паганеля в фильме «В поисках капитана Гранта» Станислава Говорухина.
В российском кино часто исполнял роли эстонцев, из которых наиболее заметные — начальник полиции Неуманн в сериале «Исаев» (2009) Сергея Урсуляка и главврач роддома Теппе в фильме «Конец прекрасной эпохи» (2015) Станислава Говорухина.
В 2013 году снялся в фильме «Мандарины» грузинского режиссёра Зазы Урушадзе в роли старика Иво, жителя эстонского поселения в Абхазии, укрывающего в своём доме двух раненых солдат из враждующих лагерей. В 2015 году фильм был номинирован на премии «Оскар» и «Золотой глобус» в категории «Лучший фильм на иностранном языке».
Скончался от онкологического заболевания. Похоронен на Лесном кладбище Таллина рядом с родителями.

## Фильмография
Актёр:
| Год  |     | Название                                                  | Роль                                                                                                   |
| ---- | --- | --------------------------------------------------------- | --- |
| 1969 | ф   | Повесть о чекисте                                         | Владимир Мюллер                                                                                        |
| 1971 | ф   | Дон Жуан в Таллине                                        | Флорестино                                                                                             |
| 1971 | ф   | Семь дней Туйзу Таави                                     | Туйзу Таави (главная роль)                                                                             |
| 1972 | ф   | Берег ветров                                              | Сандер                                                                                                 |
| 1972 | ф   | Маленький реквием для губной гармошки                     | Яан |
| 1973 | ф   | Родник в лесу                                             | Аксель (главная роль)                                                                                  |
| 1976 | ф   | Легенда о Тиле                                            | Тиль Уленшпигель (главная роль)                                                                        |
| 1976 | ф   | Моя жена — бабушка                                        | зять учителя                                                                                           |
| 1977 | ф   | Гадание на ромашке                                        | Ханс-Ээрик                                                                                             |
| 1978 | ф   | Смерть под парусом                                        | Уильям Гарнет                                                                                          |
| 1978 | ф   | Маршал революции                                          | Иероним Уборевич                                                                                       |
| 1978 | ф   | Зимний отпуск                                             | врач «скорой помощи»                                                                                   |
| 1979 | ф   | Инспектор Гулл                                            | Эрик Берлинг                                                                                           |
| 1980 | ф   | Гибель 31-го отдела                                       | Йенсен, инспектор полиции (главная роль, озвучил Александр Демьяненко)                                 |
| 1980 | ф   | Какие наши годы!                                          | Назар Тимурович Назаров                                                                                |
| 1980 | ф   | От Буга до Вислы                                          | Подкова, офицер Армии Крайовой                                                                         |
| 1980 | кор | Бумеранг                                                  | Ник Адамс                                                                                              |
| 1980 | кор | Свадебная фотография                                      | Лембит (главная роль)                                                                                  |
| 1981 | ф   | Суровое море                                              | Тоомас Андла                                                                                           |
| 1981 | ф   | Жертва науки                                              | Бруно                                                                                                  |
| 1981 | ф   | Я — Хортица                                               | эсэсовец в штатском                                                                                    |
| 1981 | ф   | Ярослав Мудрый                                            | варяг Эймунд                                                                                           |
| 1982 | ф   | Арабелла — дочь пирата                                    | филёр                                                                                                  |
| 1982 | ф   | Двойники                                                  | второй пилот гоночного автомобиля                                                                      |
| 1982 | ф   | Пусть он выступит…                                        | Говард Нокс, доктор, член конгресса, социалист                                                         |
| 1982 | ф   | Ассоль                                                    | Лонгрен                                                                                                |
| 1983 | ф   | Мэри Поппинс, до свидания                                 | Роберт Робертсон, он же мистер Эй, брат миссис Бэнкс и дядя Джейн и Майкла (озвучил и пел Павел Смеян) |
| 1983 | ф   | Тайна «Чёрных дроздов»                                    | Джеральд Райт                                                                                          |
| 1984 | ф   | Академия пана Кляксы                                      | Ханс Кристиан Андерсен                                                                                 |
| 1984 | с   | ТАСС уполномочен заявить…                                 | Ульрих, немецкий журналист                                                                             |
| 1985 | ф   | В поисках капитана Гранта                                 | Жак Паганель                                                                                           |
| 1985 | ф   | Контракт века                                             | Поль, помощник Смита                                                                                   |
| 1985 | ф   | Софья Ковалевская                                         | Леффлер                                                                                                |
| 1985 | кор | Телефон                                                   | Корней Чуковский                                                                                       |
| 1986 | ф   | Охота на дракона                                          | Аллан МакГи, американский журналист                                                                    |
| 1986 | ф   | Радости среднего возраста                                 | Хуберт Рауд (главная роль)                                                                             |
| 1987 | ф   | Белое проклятье                                           | Максим Уваров, лавинщик                                                                                |
| 1987 | ф   | Питер Пэн                                                 | Джордж Дарлинг                                                                                         |
| 1987 | ф   | Пока есть время                                           | Адамек                                                                                                 |
| 1987 | ф   | Враг респектабельного общества                            | Томас Стокманн                                                                                         |
| 1987 | ф   | Милый, дорогой, любимый, единственный…                    | Герман, возлюбленный Анны                                                                              |
| 1987 | ф   | Стечение обстоятельств                                    | Николай Янсонс                                                                                         |
| 1988 | ф   | Поворот сюжета                                            | Вент                                                                                                   |
| 1988 | ф   | Я не приезжий, я здесь живу                               | Феликс Крамвольт (главная роль)                                                                        |
| 1990 | ф   | Искушение Б.                                              | Феликс Александрович Снегирёв, писатель (главная роль, озвучил Алексей Золотницкий))                   |
| 1990 | ф   | Потерянный путь                                           | Притс                                                                                                  |
| 1990 | ф   | Регина                                                    | Тийт                                                                                                   |
| 1990 | ф   | Только для сумасшедших                                    | Андрес, муж Риты                                                                                       |
| 1991 | ф   | Гениальная идея                                           | Александр                                                                                              |
| 1991 | ф   | Год хорошего ребёнка                                      | папа Розалинды                                                                                         |
| 1991 | ф   | Жажда страсти                                             | муж |
| 1991 | ф   | Любовь — смертельная игра                                 | Игорь, фотограф (главная роль)                                                                         |
| 1991 | ф   | Седая легенда                                             | Роман Ракутович                                                                                        |
| 1992 | ф   | Овечка в правом нижнем углу                               | отец Гарри                                                                                             |
| 1992 | ф   | Время вашей жизни                                         | Имя персонажа не указано                                                                               |
| 1992 | ф   | Дама в автомобиле                                         | Яан, водитель грузовика                                                                                |
| 1992 | ф   | Слеза Князя тьмы                                          | Ильмар Винт, комиссар полиции                                                                          |
| 1992 | ф   | Цена головы                                               | Жозеф Эртен                                                                                            |
| 1992 | ф   | Вернись, Лумумба                                          | Эдгар                                                                                                  |
| 1992 | ф   | Тайный агнец                                              | отец                                                                                                   |
| 1993 | ф   | Свечи во тьме / Candles in the Dark (США)                 | Омельченко                                                                                             |
| 1993 | с   | Улица Счастья, 13                                         | Уку Пальм                                                                                              |
| 1994 | ф   | Огненная вода                                             | Туй |
| 1995 | ф   | Письма с востока / Letters from the East (Великобритания) | Мистер Ильвес, пчеловод                                                                                |
| 1998 | кор | Отец                                                      | отец (главная роль)                                                                                    |
| 1999 | ф   | Д. Д. Д. Досье детектива Дубровского                      | Стив Макдональд, американский писатель                                                                 |
| 2000 | ф   | Блюстители порока                                         | Вильсон                                                                                                |
| 2001 | ф   | Сердце медведицы                                          | Симон                                                                                                  |
| 2001 | ф   | Хорошие руки                                              | Адольф                                                                                                 |
| 2003 | с   | Кобра                                                     | Гунар Раудсепп                                                                                         |
| 2003 | ф   | Янтарные крылья                                           | Роберт                                                                                                 |
| 2005 | ф   | Далеко от Сансет-бульвара                                 | кинооператор Берг (прообраз — Владимир Нильсен)                                                        |
| 2005 | ф   | Мартин с Разбойничьей скалы                               | Рууди                                                                                                  |
| 2005 | ф   | Deus ex machina                                           | Вильгельм, бывший агент КГБ                                                                            |
| 2005 | ф   | Убойная сила-6                                            | Мартин                                                                                                 |
| 2006 | ф   | Ведьма                                                    | шериф                                                                                                  |
| 2007 | ф   | Медвежья охота                                            | чиновник                                                                                               |
| 2007 | ф   | Ян Ууспыльд идёт в Тарту                                  | Лембит Ульфсак (камео)                                                                                 |
| 2008 | ф   | Я был здесь                                               | отец Расса                                                                                             |
| 2008 | ф   | Владыка Андрей                                            | Франц-Иосиф, император Австрии                                                                         |
| 2009 | с   | Исаев                                                     | Артур Иванович Неуман, начальник Политической полиции Эстонии                                          |
| 2010 | ф   | Красная ртуть                                             | Тибла                                                                                                  |
| 2011 | ф   | Крысоловка                                                | доктор                                                                                                 |
| 2012 | ф   | Одинокий остров                                           | профессор                                                                                              |
| 2012 | с   | Второе восстание Спартака                                 | Аристид Арнольдович Тамм                                                                               |
| 2013 | ф   | Мандарины                                                 | Иво, житель исторической эстонской деревни в Абхазии (главная роль)                                    |
| 2013 | ф   | Дети-детективы и секрет Белой дамы                        | Герман Кроокус, часовщик                                                                               |
| 2014 | с   | Дети-детективы (Детективы маленького городка)             | Герман Кроокус, часовщик                                                                               |
| 2015 | ф   | Конец прекрасной эпохи                                    | Теппе, главврач роддома                                                                                |
| 2015 | ф   | Фехтовальщик                                              | дедушка Яана                                                                                           |
| 2016 | с   | Гастролёры                                                | эколог                                                                                                 |
| 2017 | ф   | Вечный путь (эст. Igitee, фин. Ikitie)                    | Новиков                                                                                                |

Режиссёр:
- 1986 — «Радости среднего возраста»
- 1986 — «Двойники» (второй режиссёр)
- 1992 — «Овечка в правом нижнем углу»

Сценарист:
- 1992 — «Овечка в правом нижнем углу»

## Награды и премии
Имел советские, эстонские и международные награды и премии:
- 1973 — актёрская премия сезона за участие в спектаклях «Оливер и Дженифер» и «Бекет, или честь Божья» (ЭССР)
- 1974 — памятная медаль смотра молодых сценических сил за участие в спектаклях «Бекет, или честь Божья» и «Конец шестой книги» (ЭССР)
- 1978 — актёрская премия года II степени за участие в спектакле «Любовь Яровая» (ЭССР)
- 2006 — Орден Белой звезды IV степени (Эстония)
- 2006 — премия «Большой Антс»[эст.] (коллегиальная премия Эстонского драмтеатра лучшему исполнителю главной мужской роли) за роль Вилли Ломана в спектакле «Смерть коммивояжёра» (Эстония)
- 2006 — премия фонда «Капитал культуры» в области исполнительского искусства в категории «Лучшая драматическая мужская роль» за роль Вилли Ломана в спектакле «Смерть коммивояжёра» (Эстония)
- 2007 — годовая премия Эстонского театра за главную мужскую роль в спектакле «Смерть коммивояжёра»
- 2012 — Премия века Эстонского фильма: «мужская звезда столетия»
- 2013 — премия Министерства иностранных дел Эстонии в области культуры создателям эстонско-грузинского фильма «Мандарины» за объяснение политических проблем и проблем безопасности с человеческой точки зрения
- 2013 — премия фонда «Капитал культуры» в области аудиовизуального искусства, кино-премия года за роль Иво в фильме «Мандарины» (Эстония)
- 2014 — премия лучшему актёру на фестивале «Eurasia International Film Festival» (Казахстан) за фильм «Мандарины»
- 2015 — международная премия «Балтийская звезда»[9]
- 2015 — премия «Satellite Awards» от International Press Academy за фильм «Мандарины» (США)
- 2017 — Орден Белой звезды III степени (Эстония)
- 2017 — национальная премия за дело всей жизни в области культуры (Эстония)

## Семья
От первого брака у Лембита Ульфсака сын — актёр и режиссёр таллинского Театра фон Краля Юхан Ульфсак (эст. Juhan Ulfsak, род. 1973). Лембит Ульфсак исполнил роль Аркадиной в пьесе «Чайка» в постановке сына.
Был женат третьим браком на Эпп, менеджере страховой компании, в браке с которой родились две дочери — журналистка Мария Ульфсак-Шерипова (эст. Maria Ulfsak-Šeripova, род. 1981) и художник по текстилю Йоханна, выпускница Эстонской академии художеств (род. 1987).

## Комментарии
1. ↑  Эстонские топонимы, оканчивающиеся на -а, не склоняются и не имеют женского рода (исключение — Нарва)[5].